# Cliche Love Song
"Cliche Love Song" er vindersangen fra Dansk Melodi Grand Prix 2014 fremført af Basim. Den repræsenterede Danmark ved Eurovision Song Contest 2014 i København og opnåede en niendeplads.

## Sangen
"Cliche Love Song" er skrevet af Lasse Lindorff, Kim Nowak-Zorde, Daniel Fält, Basim, hvor Lindorff, Nowak-Zorde og Fält er partnere i produktionsselskabet GL Music.
Sangen har visse ligheder i genren i Bruno Mars' musik,
men selve tekst og melodi har ikke været anset som overlappende med nogen af Bruno Mars' sange.
Visse dele af melodien har dog ligheder med Lisa Nilssons Varje gång jeg ser dig
og "You To Me Are Everything" – The Real Things sang fra 1976.
Egentlig plagiat er der dog ikke tale om.
Selv har Basim nævnt Scatman John som inspiration til scatsangen i Cliche Love Song.
BT's Jan Eriksen mente, at Basims sang havde "det umiddelbare" og betegnede den som "catchy, fængende" og en "happy-go-lucky popsang af den skole, som komponister som Neil Sedaka, Buddy Holly og Tin Pan Alley-komponisterne grundlagde, da rocken og morfar var ung." Selv karakteriserede Basim sangen som en popsang med et hint af soul og R&B.
I en vanlig skarp kommentar betegnede Thomas Blachman sangen som "uhørt dumt" og "en sjov lille ting", men medgav også at "nogle gange er der ikke langt fra det dumme til det geniale" og at Basim har "charme" og er "karismatisk".

### Teksten
Teksten er en sang om kærlighed, der kommenterer på sig selv som en kliché-kærlighedssang", blandt andet synges "jeg elsker dig" (I love you) der umiddelbart efter bliver betegnet "endnu en kliché" (another cliche).
I sangen synger jeg'et om et møde med en smuk pige/kvinde, som jeg'et bliver forelsket i.
Pigen/kvinden er afvisende, og det kommer ikke til en forløsning i jeg'ets situation.
Basim har forklaret at sangen handler om at blive forelsket i en lesbisk pige.
Usædvanligt for en Grand Prix-sang benytter den sig i visse udgaver af et tabuiseret ord.
Det sker i frasen "a fucking cliché, baby", som for eksempel høres i "sneak peek"-versionen. Bandeord er ikke tilladt ifølge European Broadcasting Unions regler. Ved fremførelsen til Dansk Melodi Grand Prix havde Basim erstattet "a fucking" med "another".
En del af vokalen er indøvet scat-sang.
Andet vers nævner den populære popsangerinde Katy Perry ved navn.

## Dansk Melodi Grand Prix 2014
Ved det danske Melodi Grand Prix den 8. marts 2014 i Arena Fyn deltog Basims sang som nummer 8. På scenen var han understøttet af tre backingvokaler: Ayoe Angelica,
Andy Roda
og Marcel Gbekle.
Gbekle er i lighed med Basim en anden tidligere X Factor-deltager, da han deltog i gruppen Alien Beat Club.
Udover de tre korsangere og Basim var der på scene også de to dansere Ivan Spahi og Tobias Ellehammer.
Koreografien var sammensat af Birgitte Næss-Schmidt. Opstillingen og visse dansetrin til "Cliche Love Song" minder i nogen grad om koreografien i den officielle musikvideo til Bruno Mars' "Treasure". Sceneshowet indeholdt også et stort Dannebrogsflag, der skulle folde sig ud i slutningen af sangen. I finalen faldt flaget ned fra kulissen.
Sangen modtog maksimumstemmer fra alle jurymedlemmer og tillige 15 ud af seernes 30 point ved afstemningen mellem de tre finalesange, mens de to andre sange fik henholdsvis syv og otte point. Før konkurrencen havde flere tidligere grand prix-deltagere anset Basims sang som en klar favorit.

## Eurovision Song Contest 2014
"Cliche Love Song" blev fremført ved finalen i Eurovision Song Contest 2014 den 10. maj.
Da Danmark var værtsland var sangen direkte kvalificeret til finalen.
Basim optrådte som nummer 23.
De første odds på Basims sang som vinder i den europæiske musikkonkurrence spåede ikke så store chancer som det foregående års vinder.
Danske Spil lagde således ud med at give pengene 14 gange igen hvis Basim sang vandt.
Fra at ligge som den 10. bedst placerede hos bookmakerne øgede sangen dog sin position, først til en 5. plads,
siden til en 3. plads i midten af april, hvor Armeniens og Sveriges bidrag lå med lavere odds.
Ved afstemning blandt 40 internationale grandprix-fanklubber nåede den danske sang dog ikke mere end til en 12. plads.
Det endelige plads blev som nummer 9, — et resultat som Basim var "overlykkelig" for.

## Hitlister
| Hitliste (2014)                                  | Højeste placering |
| ------------------------------------------------ | ----------------- |
| Østrig (Ö3 Austria Top 40)                       | 37                |
| Belgien (Ultratip Flanderen)                     | 73                |
| Belgien (Ultratip Wallonien)                     | 49                |
| Danmark (Track Top-40)                           | 2                 |
| Tyskland (Official German Charts)                | 50                |
| Irland (IRMA)                                    | 38                |
| Holland (Single Top 100)                         | 71                |
| Spanien (PROMUSICAE)                             | 50                |
| Sverige (Sverigetopplistan)                      | 9                 |
| Sverige (Digilistan)                             | 8                 |
| Schweiz (Schweizer Hitparade)                    | 55                |
| Storbritannien Singles (Official Charts Company) | 46                |